# Atyria compensata
Atyria compensata là một loài bướm đêm trong họ Geometridae.